# آندریاس گابلر
آندریاس گابلر (انگلیسی: Andreas Gaebler؛ زادهٔ ۱۷ ژانویهٔ ۱۹۸۴) بازیکن فوتبال اهل آلمان است.
از باشگاه‌هایی که در آن بازی کرده‌است می‌توان به باشگاه فوتبال ماگدبورگ ۱، باشگاه فوتبال کایزرسلاوترن، و باشگاه فوتبال دارمشتات ۹۸ اشاره کرد.